# Festival Internacional de Cinema de Sant Sebastià 1989
La 37a edició del Festival Internacional de Cinema de Sant Sebastià va tenir lloc entre el 15 i el 23 de setembre de 1989. El Festival s'ha consolidat a la màxima categoria A (festival competitiu no especialitzat) de la FIAPF.

## Desenvolupament
Fou inaugurat el 15 de setembre de 1989 pel lehendakari Ardanza i el ministre de cultura Jorge Semprún, amb la presència de Libertad Lamarque i fou projectada fora de concurs Gran bola de foc de Jim McBride El dia 16 es van projectar Homer and Eddie i Đavolji raj - ono ljeto bijelih ruža a la secció oficial, i Talk Radio de les Zabaltegi. Va visitar el festival Bette Davis, guardonada amb el premi Donostia i de la que s'oferia també una retrospectiva amb pel·lícules com Jezebel (1938), Dark Victory (1939), La carta (1940), La lloba (1941) Tot sobre Eva (1950), i Hush… Hush, Sweet Charlotte. El dia 17 es van projectar Si te dicen que caí i Ledi Màkbet Mtsènskogo Uiezda, i fora de concurs Batman. El dia 18 es van projectar The Abyss i Konsul, alhora que visitava el festival Rafael Alberti per veure la retrospectiva Homenaje a los exiliados on es projectava La dama duende de Luis Saslavsky, de la que fou guionista, i Pupila al viento d'Enrico Gras i Danilo Trelles. El dia 19 es projectaren Il maestro i Papeles secundarios. També es va organitzar una exposició sobre el 50è aniversari de l'estrena de Stagecoach, que gaudí amb la presència de Claire Trevor, una de les protagonistes.
El dia 20 es van projectar les pel·lícules realitzades al País Basc: Udazkeneko euria de José Ángel Rebolledo, Eskorpion d'Ernesto Tellería i El mar es azul, de Juan Ortuoste (Zabaltegi), de la secció oficial Eversmile, New Jersey i Ke arteko egunak, i de Zabaltegi La leyenda del cura de Bargota de Pedro Olea. Alhora, es van fer projeccions a la pantalla gegant del Velòdrom d'Anoeta en sistema Magnapax. El dia 21 es van projectar True Love i 'Samsara i el 22 Street of No Return, El mar y el tiempo i Túsztörténet. El dia 23 es van projectar La nación clandestina i Reina de cors i es van entregar els premis, no sense polèmica. Diego Galán va dimitir com a director del Festival.

## Jurat oficial
- Ingrid Caven
- Felipe Cazals
- Ildikó Enyedi
- Luis García Berlanga
- Shohei Imamura
- Otar Iosseliani
- Daniel Schmid

## Pel·lícules exhibides

### Secció oficial
- Batman de Tim Burton  (fora de concurs)[15]
- El mar y el tiempo de Fernando Fernán-Gómez
- Eversmile, New Jersey de Carlos Sorín
- Gran bola de foc de Jim McBride (fora de concurs)
- Homer and Eddie d'Andrei Mikhalkov-Kontxalovski
- Il maestro de Marion Hänsel
- Ke arteko egunak d'Antxon Ezeiza
- Konsul de Mirosław Bork
- La luna negra d'Imanol Uribe  (fora de concurs)
- La nación clandestina de Jorge Sanjinés
- Ledi Màkbet Mtsènskogo Uiezda de Roman Balaian
- Papeles secundarios d'Orlando Rojas Feliz
- Reina de cors de Jon Amiel  (fora de concurs)
- Samsara de Huang Jianxin
- Si te dicen que caí de Vicente Aranda
- Street of No Return de Samuel Fuller  (fora de concurs)
- Đavolji raj - ono ljeto bijelih ruža de Rajko Grlić
- The Abyss de James Cameron  (fora de concurs)
- True Love de Nancy Savoca
- Túsztörténet de Gyula Gazdag

### Zabaltegi (Zona oberta)
- Amori in corso de Giuseppe Bertolucci
- Az én XX. századom d'Ildikó Enyedi
- Do the Right Thing de Spike Lee
- Dotyky de Vladimír Drha
- Et la lumière fut d'Otar Iosseliani
- Fallada: Letztes Kapitel de Roland Gräf
- Force majeure de Pierre Jolivet
- Himmel og helvede de Morten Arnfred
- Kuroi ame de Shohei Imamura
- La leyenda del cura de Bargota de Pedro Olea
- Looking for Langston d'Isaac Julien
- Permiso para pensar d'Eduardo Meilij
- Qi xiao fu d'Alex Law
- Route One/USA de Robert Kramer
- Talk Radio d'Oliver Stone
- Torch Song Trilogy de Paul Bogart

### Zabaltegi-Nous realitzadors
- A wopbopaloobop A lopbamboom d'Andy Bausch
- Esh Tzolevet de Gideon Ganani
- Der Einzug des Rokoko ins Inselreich der Huzzis d'Andreas Otto Karner, Mara Mattuschka i Hans Werner Poschauko
- Die toten Fische de Michael Synek
- El mar es azul de Juan Ortuoste
- El mejor de los tiempos de Felipe Vega
- Faca de Dois Gumes de Murilo Salles
- Hab' ich nur deine Liebe de Peter Kern
- Fontan de Iuri Mamin
- La fine della notte de Davide Ferrario
- RobbyKallePaul de Dani Levy
- Sidewalk Stories de Charles Lane
- Überall ist es besser, wo wir nicht sind de Michael Klier

### Retrospectives
Les retrospectives d'aquest any són dedicades al britànic James Whale, al polonès Krzysztof Kieślowski i Grandes melodramas de América Latina (24 pel·lícules protagonitzades per Libertad Lamarque, María Félix, Silvia Pinal, Dolores del Río, Katy Jurado i Sara Montiel.

#### James Whale
- Journey's End (1930)
- Hell's Angels (1930)
- Frankenstein (1931)
- Waterloo Bridge (1931)
- The Impatient Maiden (1932)
- The Old Dark House (1932)
- By Candlelight (1933)
- L'home invisible (1933)
- The Kiss Before the Mirror (1933)
- One More River (1934)
- La núvia de Frankenstein (1935)
- Remember Last Night? (1935)
- Show Boat (1936)
- The Great Garrick (1937)
- The Road Back (1937)
- Dones sospitoses (1938)
- Sinners in Paradise (1938)
- Port of Seven Seas (1938)
- L'home de la màscara de ferro (1939)
- Green Hell (1940)
- They Dare Not Love (1941)
- Hello Out There! (1949)

#### Todo Kieślowski
- Urząd (1966)
- Tramwaj (1966)
- Koncert życzeń (1967)
- Z miasta Łodzi (1969)
- Fabryka (1970)
- Przed rajdem (1971)
- Robotnicy ’71: nic o nas bez nas (1972)
- Refren (1972)
- Murarz (1973)
- Przejście podziemne (1973)
- Pierwsza miłość (1974)
- Prześwietlenie (1974)
- Życiorys (1975)
- Blizna (1976)
- Nie wiem (1976)
- Personel (1976)
- Klaps (1976)
- Spokój (1976)
- Szpital (1977)
- Z punktu widzenia nocnego portiera (1977)
- Siedem kobiet w różnym wieku (1978)
- Amator (1979)
- Dworzec (1980)
- Gadające głowy (1980)
- Przypadek (1981)
- Bez końca (1985)
- Breu film sobre l'amor (1988)
- Krótki film o zabijaniu (1988)
- Dekalog, jeden (1989)
- Dekalog, dwa (1989)
- Dekalog, trzy (1989)
- Dekalog, cztery (1989)
- Dekalog, pięć (1989)
- Dekalog, sześć (1989)
- Dekalog, siedem (1989)
- Dekalog, osiem (1989)
- Dekalog, dziewięć (1989)
- Dekalog, dziesięć (1989)

#### Grandes melodramas de América Latina
- Angelitos negros (1948) de Joselito Rodríguez
- Aventurera (1950) d'Alberto Gout Ábrego
- Cárcel de mujeres (1951) de Miguel M. Delgado
- Deshonra (1952) de Daniel Tinayre
- Después de la tormenta (1955) de Roberto Gavaldón
- Dios se lo pague (1948) de Luis César Amadori
- El pecado de una madre (1962) d'Alfonso Corona Blake
- Sucedió en La Habana (1938) de Ramón Peón
- El suavecito (1951) de Fernando Méndez
- Guacho (1954) de Lucas Demare
- La dama del velo (1949) d'Alfredo B. Crevenna
- La mujer sin alma (1944) de Fernando de Fuentes Carrau
- La mujer sin lágrimas (1951) d'Alfredo B. Crevenna
- La pasión desnuda (1953) de Luis César Amadori
- Más allá del olvido (1956) de Hugo del Carril
- Milagro de amor (1946) de Francisco Múgica
- Nosotros los pobres (1948) d'Ismael Rodríguez Ruelas
- Notre mariage (1984) de Valeria Sarmiento
- Puerta cerrada (1938) de Luis Saslavsky
- Sensualidad (1951) d'Alberto Gout Ábrego
- Soledad (1947) de Miguel Zacarías Nogaim
- Un rincón cerca del cielo (1952) de Rogelio A. González
- Una familia de tantas (1948) d'Alejandro Galindo
- Víctimas del pecado (1951) d'Emilio Fernández Romo

### Altres
Bette Davis
- Tot sobre Eva (1950) de Joseph L. Mankiewicz
- Dark Victory (1939) d'Edmund Goulding
- Hush… Hush, Sweet Charlotte (1964) de Robert Aldrich
- Jezabel (1938) de William Wyler
- La carta (1940) de William Wyler
- La lloba (1941) de William Wyler

50è aniversari de La diligència
- Boule de Suif (1945) de Christian-Jaque
- La fuga (1944) de Norman Foster
- Mademoiselle Fifi (1944) de Robert Wise
- Pixka (1934) de Mikhaïl Romm
- Stagecoach (1986) de Ted Post
- Stagecoach (1939) de John Ford
- Stagecoach (1966) de Gordon Douglas

Drums of Fu Manchu (1940) de William Witney i John English
Projeccions al Velòdrom
- Grand Canyon: The Hidden Secrets de Kieth Merrill
- Niagara: Miracles, Myths and Magic de Kieth Merrill
- Impresiones en la alta atmósfera de José Antonio Sistiaga

Amores con un extraño
- 1a: Y’a personne - 5a: Nous trois (1976) de Jean-Luc Godard i Anne-Marie Miéville
- A Gun in His Hand (1945) de Joseph Losey
- Alla ricerca di Tadzio (1970) de Luchino Visconti
- Appunti per un film sull'India (1968) de Pier Paolo Pasolini
- Arrest and Trial- An Echo of Conscience (1964) de Sydney Pollack
- De fördömda kvinnornas dans (1976) d'Ingmar Bergman
- De nåede færgen (1948) de Carl Theodor Dreyer
- Fotoromanza (1984) de Michelangelo Antonioni
- Four O'Clock (1985) d'Alfred Hitchcock
- Glaube und Währung - Dr. Gene Scott, Fernsehprediger (1981) de Werner Herzog
- Histoire(s) du cinéma (1988) de Jean-Luc Godard
- Huies Predigt (1981) de Werner Herzog
- I bambini e noi (1970) de Luigi Comencini
- Il compleanno del araba Fenice (1988) de Fernando Birri
- Il ragazzo di Gigliola (1967) d'Ermanno Olmi
- L'amore in Italia (1978) de Luigi Comencini
- La via del petrolio (1968) de Bernardo Bertolucci
- Le Dinosaure et le bébe, dialogue en huit parties entre Fritz Lang et Jean-Luc Godard (1968) d'André S. Labarthe
- Le mura di Sana (1971) de Pier Paolo Pasolini
- Le Sarcophage des époux de Cerveteri, vers 530-510 av. J.-C de Valeria Sarmiento
- Mosaïque des saisons, ruines d'une grande villa de Daphné près d'Antioche, 1er tiers du IVe siècle de Valeria Sarmiento
- Les Français vus par les Français (1988) de Werner Herzog, Jean-Luc Godard, Andrzej Wajda, Luigi Comencini i David Lynch

## Palmarès
Els premis atorgats en aquesta edició foren:
- Conquilla d'Or a la millor pel·lícula: 
  - Homer and Eddie d'Andrei Mikhalkov-Kontxalovski 
  - La nación clandestina de Jorge Sanjinés
- Premi Especial del Jurat: El mar y el tiempo de Fernando Fernán-Gómez
- Conquilla de Plata al millor director: Mirosław Bork per Konsul
- Premi Sant Sebastià d'interpretació femenina: Mirjana Joković, per Eversmile, New Jersey de Carlos Sorín
- Premi Sant Sebastià d'interpretació masculina: Attila Berencsi, per Túsztörténet de Gyula Gazdag
- Premi Sant Sebastià:
  - Ke arteko egunak d'Antxon Ezeiza 
  - True Love de Nancy Savoca
- Premi Banco de Vitoria per Nous Realitzadors (45.000 dòlars): 
  - A wopbopaloobop A lopbamboom d'Andy Bausch 
  - El mejor de los tiempos de Felipe Vega
- Premi FIPRESCI: Eversmile, New Jersey de Carlos Sorín  [19]
- Premi OCIC: Desert. Menció especial a Krzysztof Kieślowski
- Premi de l'Ateneu Guipuscoà: Il maestro de Marion Hänsel
- Premi de la Joventut: True Love de Nancy Savoca
- Premi Don Quijote: Sidewalk Stories de Charles Lane
- Premi Donostia: Bette Davis